# Freddy-serien
Freddy-serien er en ungdomsromanserie på fem bøger skrevet af Dennis Jürgensen. Romanerne handler om den 11-årige Freddy, der elsker skrækhistorier, gys og monstre. Han han bliver kidnappet af en gruppe monstre, der optræder som voksfigurer i rædselskabinettet på det lokale museum, fordi de har brug for hans hjælp. De bliver venner, og Freddy tager med dem på forskellige eventyr. Freddy samler på skrækmagasinet Slim, men mangler det ultrasjældne Slim nr. 7 og går med en Slim-kasket.
Forsiderne er tegnet af Peder Bundgaard.
Freddy og hans familie optræder også i andre af Jürgensens udgivelser. Freddy er hovedpersonen i Snevampyren mens Moster Molly nævnes i Mørkeleg.
I 2017 udkom yderligere fem bøger i samme univers, som er skrevet af Jesper W. Lindberg. Bøgerne er skrevet som børnebøger med et LIX på 10.

## Karakterer
- Freddy er en 11-årig dreng, der bliver venner med monstrene på Neanderslottet
- Grev Dracula, der har mavesår og kan derfor ikke drikke blod længere, så han drikker rød sodavand
- Varulven Eddie
- Mumien Mummy
- Frankensteins monster Boris
- Sir Arthur Fieldstein, hvis hoved er hugget af
- Bøvsedragen Nitan

## Udgivelser
1. Balladen om den forsvundne mumie (1982)
2. Brædder til Draculas kiste (1983)
3. Bøvsedragens hemmelighed (1984)
4. Blodspor i Transsylvanien (1986)
5. Bøvl med bandagerne (1988)

Slim
På baggrund af serien er der udviklet forskelligt relaterende materiale:
- Slim kasketten[5]
- Slim nr. 7 (1991)[6]
- Slim nr. 9 (1995)[7]

Slim-bladene er en blanding af tegneserier og artikler, der præsenteres af seriens vært, Onkel Mødding. De indeholder begge en novelle af Jürgensen.
Freddy & Monstrene af Jesper W. Lindberg
1. Boris taber hovedet (2017)
2. Film på slottet (2017)
3. Dracula er tørstig (2017)
4. Den mørke mose (2017)
5. Den nye vagt (2017)